# Sten Wennerström

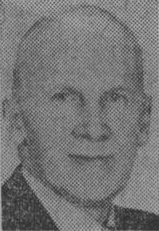
Sten Wennerström

Sten Harald G:son Wennerström, född 5 augusti 1896 i Norrköping, död där 5 oktober 1984, var en svensk arkitekt.
Wennerström, som var son till rektorn, civilingenjör Gustaf Adolf Wennerström och Anna Wennerström, utexaminerades från Kungliga Tekniska högskolan 1921 och från Kungliga Konsthögskolan med hertiglig medalj 1923. Han företog studieresor i Danmark, södra Tyskland, Nederländerna, södra Frankrike och Schweiz. Han utförde uppmätningsarbeten för bland annat Sveriges kyrkor somrarna 1918–1922, var anställd hos arkitekt Carl Westman i Stockholm 1923–1925, hos professor Lars Israel Wahlman där 1925–1929 och innehade egen praktik i Norrköping från 1929 till 1974.

## Byggnader i urval
- Östra Promenaden 25, bostadshus i Norrköping, 1930[1]